# Pier Giacomo Pisoni
Pier Giacomo Pisoni (Germignaga, 8 juillet 1928 – 8 février 1991) est un historien et archiviste italien.

## Biographie
Né à Germignaga près de Luino, Pier Giacomo Pisoni se penche sur le Moyen Âge et l'histoire du lac Majeur. Il découvre et publie le commentaire de l'Enfer de la Divine Comédie de Dante écrit au XIVe siècle par Guglielmo Maramauro, un ami de Pétrarque.
Archiviste de la famille Borromée, il publie de nombreux documents relatifs à celle-ci (comme le Liber tabuli Vitaliani Bonromei). Il recueille de nombreux contes populaires anciens et écrit des articles et des livres sur l'histoire de la Lombardie. Il réalise des monographies sur les monuments artistiques ou les familles historiques de la région, comme la curieuse histoire des frères Mazzardi (I fratelli della Malpaga), cinq pirates qui, au XVe siècle, s'établirent dans les châteaux de Cannero et terrorisèrent tout le lac Majeur.

## Crédit d'auteurs
- (it) Cet article est partiellement ou en totalité issu de l’article de Wikipédia en italien intitulé « Pier Giacomo Pisoni » (voir la liste des auteurs).

- (en) Cet article est partiellement ou en totalité issu de l’article de Wikipédia en anglais intitulé « Pier Giacomo Pisoni » (voir la liste des auteurs).

- (nl) Cet article est partiellement ou en totalité issu de l’article de Wikipédia en néerlandais intitulé « Pier Giacomo Pisoni » (voir la liste des auteurs).

- (es) Cet article est partiellement ou en totalité issu de l’article de Wikipédia en espagnol intitulé « Pier Giacomo Pisoni » (voir la liste des auteurs).